# Megalithanlagen im Knudsskov

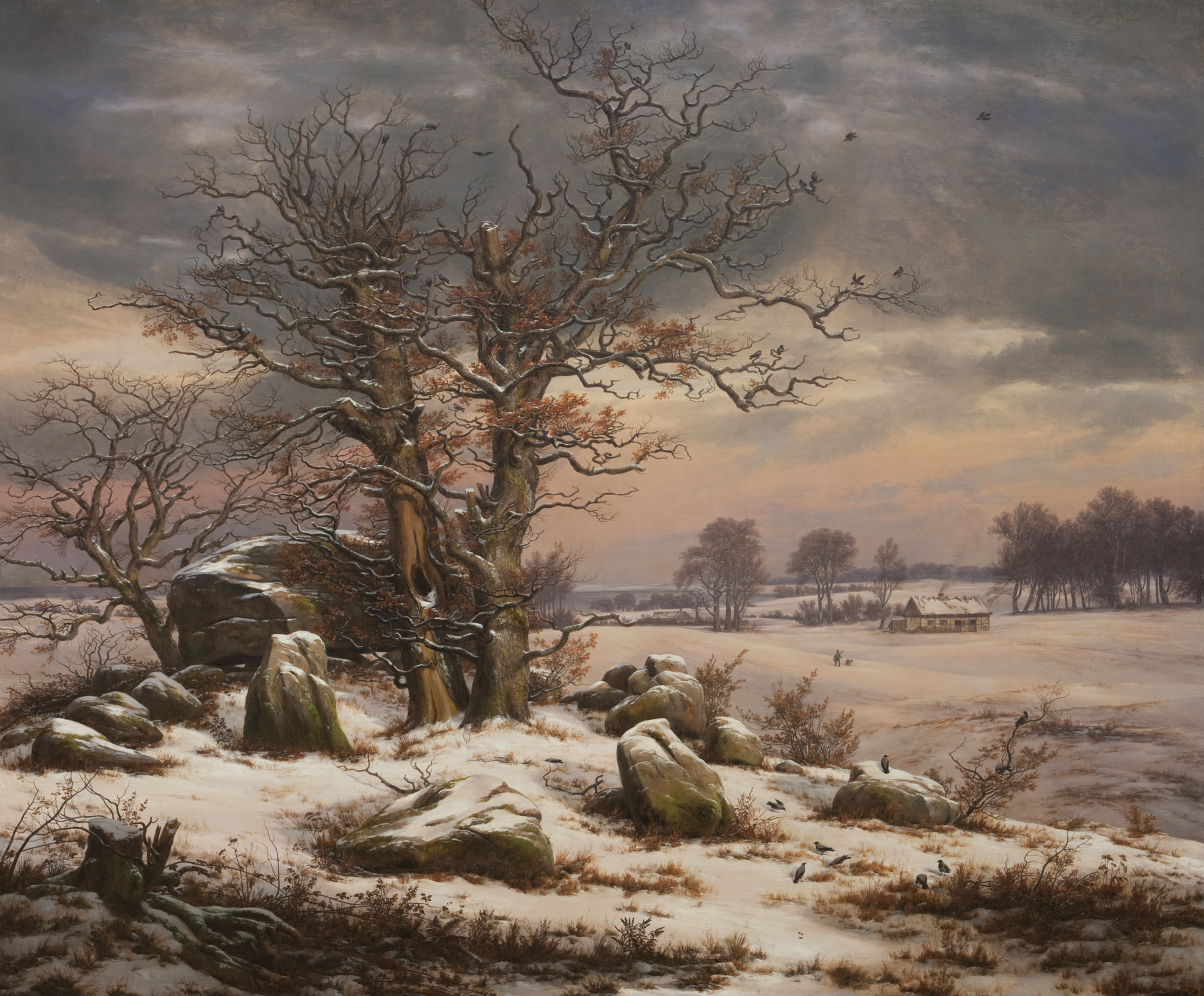
Dolmen bei Vordingborg von Christian Clausen Dahl

Die Megalithanlagen im Knudsskov (Wald) (dänisch Knudsskov jættestue og langdysse) liegen auf der fast 15 km langen Halbinsel Knudshoved Odde auf der dänischen Insel Seeland. Wie Perlen auf einer Schnur aufgereihte Megalithanlagen (Knudsby Stordysse) der Trichterbecherkultur (TBK) spiegeln die Besiedlung der Halbinsel vor etwa 5500 Jahren. Vom Parkplatz auf der Ostseite des Knudsskov, der zum Anwesen Rosenfeldt gehört, sind die gut erhaltenen Anlagen (ein Ganggrab und ein Langdysse mit einem Urdolmen) zu besichtigen. Die Anlagen entstanden zwischen 3500 und 2800 v. Chr. als Großsteingräber der Trichterbecherkultur (TBK). 

## Das Ganggrab
Das Ganggrab ist eine Bauform jungsteinzeitlicher Megalithanlagen, die aus einer Kammer und einem baulich abgesetzten, lateralen Gang besteht. Diese Form ist primär in Dänemark, Deutschland und Skandinavien sowie vereinzelt in Frankreich und den Niederlanden zu finden. Das zuletzt 1989 restaurierte Ganggrab am Rand des Parkplatzes ist fast vollständig und von einem Erdhügel umschlossen. Das zwei Jahre zuvor erstmals beschriebene Ganggrab wurde 1878 auf Antrag des Nationalmuseums unter Schutz gestellt.
Vom Gang der Anlage war irgendwann vor 1876 ein Deckstein entfernt worden. Zur Durchsuchung der Anlage wurden am nordöstlichen Ende zwei der Decksteine der Kammer entfernt. Diese alte Raubgrabung führte dazu, die ansonsten solide Steinstruktur instabil zu machen, so dass das Nationalmuseum im Jahr 1917 eine Restaurierung und teilweise Ausgrabung durchführte. Der Boden des Ganggrabes war gefliest und mit einer 1–2 Zentimeter dicken Schicht Lehmestrich bedeckt. Auf dem Boden lagen neben menschlichen und tierischen Knochen Objekte der TBK einschließlich eines intakten Hängegefäßes, mehrerer geschliffener Äxte bzw. Beile und einiger Meißel aus Feuerstein. In einem kleinen Grabungsfeld wurden unter der alten Krume kreuzförmige Spuren eines Ardpfluges erkannt.
Die Restaurierung von 1917 erfolgte durch die alte Plündereröffnung. Daher musste das Museum 72 Jahre später – im Jahre 1989 – das Grab, dessen Kammer instabil geworden war, wiederherstellen. Bei dieser Restaurierung wurden einer der fehlenden Decksteine durch einen neuen Stein ersetzt und der Anlage ihr heutiges Aussehen verliehen. Ein solider Erdhügel bedeckt jetzt die Anlage. Von außen ist nur die kleine, nach Süden gerichtete Öffnung des etwa 5,5 m langen Ganges sichtbar, der in die 7,3 × 2,4 m große Nordost-Südwest-orientierte Kammer führt. Sie besteht aus 16 Tragsteinen und sechs großen Decksteinen. Die Zwischenräume der Tragsteine in Kammer und Gang waren etwa zur Hälfte der ursprünglichen Höhe mit gestapelten Steinfliesen als Trockenmauerwerk gefüllt. Die während der Restaurierung hinzugefügten sind aus rötlichem Nexo-Sandstein.

## Der Langdolmen
An der Südostseite des Parkplatzes liegt ein rechteckiger etwa 14,5 × 9,5 m messender Langdolmen. In der Mitte des Hügels bedeckt ein Deckstein die aus vier Tragsteinen gebildete querliegende, rechteckige Kammer von 1,5 × 0,9 m. Der Erdhügel innerhalb der Randsteine reicht bis zur Unterkante des Decksteins, weshalb die Kammer nicht einzusehen ist. Von den Randsteinen, die den Hügel einst vollständig umschlossen, sind 21 Steine erhalten. Der Urdolmen wurde 1878 und 1917 ebenfalls durch das Nationalmuseum untersucht. Dabei zeigte sich, dass der Boden der Kammer wie im Ganggrab gefliest war. Auf dem Fußboden lagen die Knochen von drei Personen: eine Frau, ein Mann und eine unbestimmbare Person. An Grabbeigaben wurden zwei kleine Feuersteinbeile und ein Kieselstein gefunden.
Der Langdysse von Knudsskov Enghave liegt etwa 1,5 km südöstlich.